# Hyllinge stenkols- och lerindustri
Hyllinge stenkols- och lerindustri startades år 1896. År 1917 gick företaget upp i Höganäs Billesholms AB. Gruvbrytning skedde fram till år 1927.Tillverkningen av eldfast tegel och klinker startade år 1903. Ett 74 meter djupt gruvschakt finns i Hyllinge. År 1910 bröts 46.107 ton stenkol.  Samma år tillverkades 6600 ton eldfast tegel, 7500 ton klinker och 7,1 miljoner murtegel och rör. År 1937 tillverkades 5,5 miljoner tegelstenar, 1 miljon tegelrör och 0,35 miljoner enkupiga taktegel. Teglet vid detta bruk tillverkas av 60% lera och 40% stenkolsaska. Stenkolsaskan kom från Nyvång. År 1938 fanns två ringugnar för tillverkning av tegel. År 1944 brann tegelbruket ner. År 1945-1946 byggdes ett helt nytt tegelbruk i Hyllinge.